# 柳林镇 (随县)
柳林镇，是中华人民共和国湖北省随州市随县下辖的一个乡镇级行政单位。

## 行政区划
柳林镇下辖以下地区：
古城畈社区、大桥街社区、长岭坡村、高岭村、将军台村、金桥村、雁子河村、大堰角村、团结村、双星村、双利村和白云寺村。